# 摩托车品牌列表
以下為世界各地的摩托車品牌名稱列表。

## 
ACME（Sydney）

## 奥地利
Agon、
Belarus、
generic、
KTM、
Laurin & Klement、
Puch

## 比利时
ADS、
Ajax（Brussel）、
FN、
Piatti

## 保加利亚
Balkan

## 巴西
CBB

## 白俄羅斯
Minsk（Минск）

## 加拿大
A&A、
Big Brute

## 瑞士
ADM、
ECOMOBIL、
PERAVES

## 中华人民共和国
Skyteam（三鑫）
ZNEN MOTOR（中能）、
HAOJIANG（豪江）、
Baotian（寶田）、
CFMOTO（春風）、
CJYM（建設）、
DAYUN（大运）、
DAYANG（大陽）、
Emeishan（峨眉山）、
ESHINE（翼翔）、
Fulaitai（福來泰）、
FYM（飛鷹）、
GAMMA（加瑪）、
HangLong（航龍）、
Haojue（豪爵）、
Hensim（恆勝）、
Hua Sha（華日）、
Huawinmotor（華鷹）、
JIALING（嘉陵）、
JL（鴻運來）、
KANCED（康鑫）、
KINGPENG（鵬王）、
KINLONG（勁隆）、
Lingben（凌本）、
LONCIN（隆鑫）、
MeiTian（美田）、
MULAN（木蘭）、
QiSheng（琪盛）、
QJLANG（錢江）、
QINGQI（轻骑摩托）、
SANDI（三迪）、
SANJG（廣州奔馬實業三鈴摩托）、
Shandong Pioneer（山東先鋒）、
Shineray（鑫源）
XINGCHANG（星昶）、
YUEHAO（粵豪）、
ZIPSTAR（力之星）、
ZONGSHEN（宗申）、
ZUNLON（尊隆）、
Wuyang-Honda（五羊-本田摩托(广州)有限公司）、
GSTMOTO 浙江台州古思特机车

## 捷克
Aeros、
C-Zeta、
Čezeta、
ČZ、
ESO、
JAWA、
Kentoya、
Manet、
Yuki

## 德国
Abako、
ABC（Berlijn）、
Abendsonne、
Achilles、
Adler、
Adma、
Adria、
Aeroplan、
AFW、
Alba、
Albert、
Albertus、
AWO、
Bastert、
BMW、
DKW、
Dürrkopp、
EMW、
Ferbedo、
Flottweg、
Goggo-Roller、
HEINKEL、
Hercules、
IWL、
KRUPP、
Lutz、
Maico、
Megola、
MESSERSCHMITT、
mkm、
Munch、
MuZ、
MZ、
NSU、
SACHS、
Simson、
Victoria、
Walba、
WMR、
zündapp

## 丹麦
Nimbus

## 西班牙
AJR（Spanje）、
BULTACO、
DERBI、
GAS GAS、
MONTESA、
Motor Hispania、
OSSA、
RIEJU、
Sanglas、
Serveta

## 爱沙尼亚
Magnum Chrome

## 芬兰
HELKAMA、
Tunturi

## 法國
ABC（Parijs）、
Acher、
ACMA、
ACS、
Ader（bedrijf）、
Adonis、
Aeroscoot、
AGF、
AGL、
Aiglon、
Albamobile、
Alcyon、
Gitane、
Gnome-Rhône、
Godier-Genoud、
jonghi、
MBK、
MGC、
Mobylette、
MOTOBÉCANE、
Nougier、
Peugeot（寶獅）、
SCORPA、
SHERCO、
Terrot、
VOXAN、
Werner

## 英国
Abbotsford、
ABC（Aston）、
ABC（Brooklands）、
ABC-Znel、
Aberdale、
Abingdon、
ABJ、
ACME（Earlesdon）、
Advance、
AEL、
Aeolus（Birmingham）、
Aeolus（Londen）、
AER、
Airolite、
Ajax（Birmingham）、
Ajax（Wolverhampton）、
AJR（Edinburgh）、
AJS、
AJW、
AKD、
Akkens、
Albatross、
Ambassador、
AMC、
Ariel、
Armstrong、
Beardmore Precision、
Blackburne、
Brough、
Brough Superior、
BSA、
Calthorpe、
CCM、
Clarendon、
Cotton、
DOT、
Douglas、
EMC、
Excelsior、
Greeves、
Francis-Barnet、
Haden、
Hesketh、
HRD、
Italjet、
Ivy、
James、
Matchless、
New Hudson、
Norman、
Norton、
OEC Commander、
OK-Supreme、
Palmelli、
Panther、
Quasar、
Rickman、
ROYAL ENFIELD、
Rudge、
Scott、
Sprite、
Spryt、
Sunbeam、
TRIUMPH（凯旋）、
Velocette、
Villiers、
Vincent、
Wooler

## 希腊
ALTA、
Lefas、
MEBEA、
Mego、
Megola

## 匈牙利
Pannonia

## 印度尼西亞
Happy、
Kanzen、
PT VIVAMAS

## 印度
BAJAJ、
Escorts、
Ideal JAWA、
HERO HONDA、
Kanda、
Kinetic、
LML、
Monto、
ROYAL ENFIELD、
SIL、
TVS

## 義大利
Abignente、
ABRA、
Accosato、
Acsa、
AD、
ADIVA、
Adriatica、
Aermacchi、
Aero-Caproni、
Aeromere、
Aetos、
Agrati、
AIM、
Alato、
aprilia、
Benelli、
Beta、
bimota、
Borile、
CAGIVA、
Capriolo、
CR&S、
CM、
Demm、
杜卡迪、
Fantic Motor、
GARELLI、
Ghezzi & Brian、
GILERA、
ISOMOTO、
Innocenti、
蘭美達、
LAVERDA、
Magni、
Malaguti、
Mondial、
Morbidelli、
MOTO GUZZI、
MOTO MORINI、
MV Agusta、
比雅久、
polini、
Sumco、
SWM、
Tecnomoto、
Terra Modena、
TM、
Vertemati、
偉士牌、
VOR、
VYRUS、
WRM

## 日本
HONDA（本田）、
Abe-Star、
BRIDGESTONE（普利司通）、
Daihatsu（大發）、
富士兔子速克達（富士重工業）、
FUKI PLANNING、
HODAKA、
Hosk、
KAWASAKI（川崎重工業）、
Mitsubishi（三菱）、
Rikuo（陸王）、
SUZUKI（鈴木）、
Tohatsu、
YAMAHA（山葉發動機）

## 
DAELIM（大林自動車工業）、
HYOSUNG（曉星機械工業）

## 墨西哥
Carabela、
Cooper、
Islo、
TANK、
KTMMEX

## 马来西亚
Modenas、
Petronas

## 荷蘭
ABSAF、
Adek、
AGS、
AGV、
BATAVUS、
TOMOS

## 新西兰
BRITTEN、
Cogsley Farnesworth、
N-Zeta、
Waratah

## 巴基斯坦
Adam、
Atlas Honda、
Crown、
Dawood Yamaha、
Eagle、
Excel、
Geo、
Ghani、
Habib、
Hero、
Laser、
Master、
Metro、
Pak Hero、
Ravi、
Road Prince、
Saigols、
Shahsawar、
Sohrab、
Star、
Super Asia、
Super Star、
Suzuki Pakistan、
Toyo

## 波蘭
CWS、
SFM、
Sokół、
WFM

## 葡萄牙
AJP、
Casal

## 羅馬尼亞
Mobra

## 俄羅斯
Balt、
Cossack（Каза́ки）、
GMZ（ГМЗ）、
IMZ-Ural（ИМЗ）、
IZhMASh（ИЖМАШ）、
Kovrov（Ковро́в）、
MMZ（ММЗ）、
NATI、
PMZ、
TIZ（ТИЗ）、
TMZ（ТМЗ）、
Voskhod（Восхо́д）、
ZiD（ЗиД）

## 新加坡
Hiro

## 斯洛維尼亞
Tomos

## 瑞典
HUSABERG、
Husqvarna、
Highland、
Monark

## 中華民國（臺灣）
KYMCO（光陽）、PGO（摩特動力）、SYM（三陽）、AEON（宏佳騰）、CPI（捷穎）、Hartford（哈特佛）、SUZUKI（台鈴）、Yamaha（台灣山葉機車）、Vespa（台灣偉士牌）、Gogoro（睿能創意）、ADIVA（亞帝發）

## 美国
Ace、
Avenger（ADB）、
Alligator、
Allstate、
AMERICAN EAGLE、
American Ironhorse、
APC、
ATK、
Big Bear、
big dog、
Big Man Bikes、
Bourget Bike Works、
Boss Hoss、
Buell、
California Motorcycle Company、
Cleveland、
Confederate、
Crocker、
Cushman、
Desperado、
Dodge（道奇）、
Emblem、
Excelsior-Henderson、
Fischer、
GS Motor Works、
HARLEY-DAVIDSON（哈雷戴維森）、
Hellbound Steel、
HENDERSON、
Indian、
Ironworks、
Iver Johnson、
KPX、
Merkel、
MotoCzysz、
MTT（海軍陸戰隊渦輪科技）、
OCC、
POLARIS VICTORY、
QLINK、
Pantera、
PCW、
Pierce、
Pope、
ROKON、
Reading Standard、
Red Horse、
Rhino Motorcycles、
Ridley、
Rokon、
Rucker、
Saxon、
Sears、
Simplex、
Steed、
Stella、
Studebaker、
Swift、
Thor、
TITAN、
TN'G、
United Motors、
VECTRIX、
Vegas、
Vengeance、
Vento、
Viper、
Von Dutch Kustom Cycles、
West Coast Choppers、
Whizzer、
Wicked Women Choppers、
Wild West、
Wyse、
Xtreme Choppers、
Yale、
Yankee、
ZAP

## 越南
VMEP

## 其它
AEE、
GAMAX、
Maicoletta、
SUNDIRO、
X-cite

## 相關連結
- 摩托車